# Valle salvaje
Valle salvaje es una serie de televisión diaria española de melodrama de época creada por Josep Cister Rubio y emitida por La 1 desde el 18 de septiembre de 2024. Está producida por Bambú Producciones y StudioCanal.

## Historia
En noviembre de 2023 se anunció por primera vez que RTVE había encargado a Bambú Producciones la producción de una nueva serie diaria, Valle salvaje, la cual estaría formada por 120 capítulos y tendría un presupuesto total de 11.1 millones de euros. 
El rodaje de la serie comenzó el 8 de abril de 2024 y tuvo lugar en el municipio de La Pinilla en Segovia, así como en numerosas localizaciones históricas como el Palacio Real de La Granja de San Ildefonso, el Palacio de Hoyuelos o las Tabladillas en Segovia; el Palacio de Aranjuez en Madrid; la Finca de la Granjilla en El Escorial; la Casa de las Cadenas de Toledo; los exteriores de la ciudad de Aranjuez; y el Embalse del Tejo.
En agosto de 2024, La 1 comenzó la promoción de Valle salvaje. Aunque cuando se anunció por primera vez se rumoreó que reemplazaría a 4 estrellas en el horario de access prime time, la cadena pronto desveló que se emitiría en las tardes de la cadena, reemplazando a una de las dos versiones del concurso El cazador. El 2 de septiembre de 2024, Netflix anunció que había adquirido la serie para lanzarla también de forma diaria en su plataforma en todos los países de habla hispana.
El 13 de septiembre de 2024, La 1 anunció que estrenaría Valle salvaje en prime time el 18 de septiembre de 2024, tomando el hueco originalmente previsto para el estreno de Las abogadas, antes de saltar a las tardes de la cadena a partir del jueves 19 de septiembre de 2024. Al día siguiente, el 14 de septiembre de 2024, la cadena confirmó que la emisión de la serie en las tardes tendría lugar a las 18:30 después de La Moderna y La promesa, reemplazando a El cazador Stars.
El 23 de enero de 2025 se confirmó que la serie tendría una segunda temporada tras los buenos datos cosechados en su primera tanda tras la no renovación de La Moderna.

## Argumento
1763. La vida de Adriana, una mujer valiente y leal a su familia, sufre un inesperado revés cuando recibe un duro golpe: su padre ha fallecido y, consecuencia de un pacto firmado en secreto, deberá viajar desde la Villa de Madrid hasta Valle Salvaje, en el norte de España, para desposar con un desconocido.
Un oscuro secreto del pasado la persigue hasta el remoto valle, hogar de la familia de su prometido y de su complicada tía, doña Victoria. Allí su vida cambiará para siempre. Conocerá el verdadero amor, la traición, y el peligro cuando trate de descubrir la verdad sobre la muerte de su padre.

## Reparto
| Intérprete              | Personaje                            | Temporadas | Temporadas |            |
| Intérprete              | Personaje                            | 1          | 2          |            |
| ----------------------- | ------------------------------------ | ---------- | ---------- | ---------- |
| Rocío Suárez de Puga    | Adriana Salcedo de la Cruz y Millán  | Principal  | Principal  |            |
| Manuela Velasco         | Pilara Gálvez de Aguirre †           | Principal  |            |            |
| José Manuel Seda        | José Luis Gálvez de Aguirre          | Principal  | Principal  |            |
| Marco Pernas            | Rafael Gálvez de Aguirre             | Principal  | Principal  |            |
| Sabela Arán             | Victoria Salcedo de la Cruz          | Principal  | Principal  |            |
| Mari Paz Sayago         | Isabel                               | Principal  | Principal  |            |
| Nacho Olaizola          | Julio Gálvez de Aguirre              | Principal  | Principal  |            |
| Miren Arrieta           | Mercedes de Félix y Bolaños          | Principal  | Principal  |            |
| Iván Renedo             | Pedrito Salcedo de la Cruz y Millán  | Principal  | Principal  |            |
| Chechu Salgado          | Gaspar Espinosa Salcedo de la Cruz † | Principal  | Principal  |            |
| Julen Katzy             | Leonardo de Guzmán                   | Recurrente | Principal  | Principal  |
| María Redondo           | Matilde Miralles                     | Principal  | Principal  |            |
| Emma Guilera            | Bárbara Salcedo de la Cruz y Millán  | Principal  | Principal  |            |
| Mateo Jalón             | Alejo Gálvez de Aguirre              | Principal  | Principal  |            |
| Toni Salgado            | Bernardo de Allué                    | Principal  | Principal  |            |
| Marina Sabadell         | Irene Gálvez de Aguirre              | Principal  | Principal  |            |
| Alejandro Bordanove     | Atanasio                             | Principal  | Principal  |            |
| Loren Mairena           | Luisa                                | Principal  | Principal  |            |
| Fernando Corral         | Domingo Gálvez de Aguirre †          | Recurrente |            |            |
| Xabi “Jabato” Lopez     | Sol Díaz Collado                     | Recurrente |            |            |
| Cristina Abad           | Úrsula Salcedo de la Cruz            |            | Recurrente |            |
| Óscar Rabadán           | Hernando de Guzmán y Ábalos          |            | Recurrente |            |
| Inma Sancho             | Raimunda de las Salinas              | Invitada   | Recurrente | Recurrente |
| Chiqui Fernández        | Eva                                  |            | Recurrente |            |
| César Maroto            | Amadeo                               |            | Recurrente |            |
| Rafa Álamos             | Francisco                            |            | Recurrente |            |
| Tomás del Estal         | Evaristo Salcedo de la Cruz †        | Invitado   |            |            |
| Fernando Albizu         | Antonio Gálvez de Aguirre †          | Invitado   |            |            |
| Eugenio Barona          | Toribio de la Vega                   | Invitado   |            |            |
| Josh Climent            | Eustaquio Picado                     | Invitado   |            |            |
| Carlos Lorenzo Villoria | Sebastián de Mendoza                 | Invitado   |            |            |
| Claudia Oslé            | María de Villafranca y Alencastro    |            | Invitada   |            |
| Iván Bernabé            | Guillermo de Haro                    |            | Invitado   |            |
| Sergio Caballero        | Isaac Pazos                          |            | Invitado   |            |
| Pako Revueltas          | Felipe Ramírez de Quintana           |            | Invitado   |            |

## Temporadas y audiencias
| Temporadas | Temporadas | Episodios | Estreno                  | Final               | Audiencia media | Audiencia media |
| Temporadas | Temporadas | Episodios | Estreno                  | Final               | Espectadores    | Cuota           |
| ---------- | ---------- | --------- | ------------------------ | ------------------- | --------------- | --------------- |
|            | 1.ª        | 120       | 18 de septiembre de 2024 | 19 de marzo de 2025 | 597 000         | 7,5%            |
|            | 2.ª        | 120       | 20 de marzo de 2025      | *                   | *               | *               |
|            | 3.ª        | 180       | *                        | *                   | *               | *               |
| Total      | Total      |           | 2024 - 2025              |                     |                 |                 |

### Primera temporada (2024/2025)
| Programas emitidos | Programas emitidos | Programas emitidos | Programas emitidos | Programas emitidos |
| N.º (serie)        | N.º (temp.)        | Fecha de emisión   | Audiencia          | Audiencia          |
| N.º (serie)        | N.º (temp.)        | Fecha de emisión   | Espectadores       | Cuota              |
| ------------------ | ------------------ | ------------------ | ------------------ | ------------------ |
| 1                  | 1                  | 18/09/2024         | 771 000            | 9,1%               |
| 2                  | 2                  | 19/09/2024         | 587 000            | 8,4%               |
| 3                  | 3                  | 19/09/2024         | 555 000            | 7,3%               |
| 4                  | 4                  | 20/09/2024         | 544 000            | 8,3%               |
| 5                  | 5                  | 20/09/2024         | 505 000            | 7,4%               |
| 6                  | 6                  | 23/09/2024         | 513 000            | 7,9%               |
| 7                  | 7                  | 24/09/2024         | 426 000            | 6,4%               |
| 8                  | 8                  | 25/09/2024         | 575 000            | 8,3%               |
| 9                  | 9                  | 26/09/2024         | 456 000            | 6,9%               |
| 10                 | 10                 | 27/09/2024         | 532 000            | 8,0%               |
| 11                 | 11                 | 30/09/2024         | 498 000            | 7,6%               |
| 12                 | 12                 | 01/10/2024         | 437 000            | 6,6%               |
| 13                 | 13                 | 02/10/2024         | 534 000            | 7,2%               |
| 14                 | 14                 | 03/10/2024         | 462 000            | 7,0%               |
| 15                 | 15                 | 04/10/2024         | 536 000            | 8,1%               |
| 16                 | 16                 | 07/10/2024         | 527 000            | 7,4%               |
| 17                 | 17                 | 08/10/2024         | 558 000            | 7,9%               |
| 18                 | 18                 | 09/10/2024         | 506 000            | 6,6%               |
| 19                 | 19                 | 10/10/2024         | 442 000            | 6,7%               |
| 20                 | 20                 | 11/10/2024         | 544 000            | 7,6%               |
| 21                 | 21                 | 14/10/2024         | 509 000            | 7,3%               |
| 22                 | 22                 | 15/10/2024         | 464 000            | 6,2%               |
| 23                 | 23                 | 16/10/2024         | 422 000            | 6,1%               |
| 24                 | 24                 | 17/10/2024         | 501 000            | 6,9%               |
| 25                 | 25                 | 18/10/2024         | 522 000            | 7,4%               |
| 26                 | 26                 | 21/10/2024         | 474 000            | 6,8%               |
| 27                 | 27                 | 22/10/2024         | 463 000            | 6,6%               |
| 28                 | 28                 | 23/10/2024         | 490 000            | 7,0%               |
| 29                 | 29                 | 24/10/2024         | 491 000            | 7,1%               |
| 30                 | 30                 | 28/10/2024         | 590 000            | 7,2%               |
| 31                 | 31                 | 06/11/2024         | 497 000            | 6,3%               |
| 32                 | 32                 | 07/11/2024         | 531 000            | 6,9%               |
| 33                 | 33                 | 08/11/2024         | 530 000            | 6,7%               |
| 34                 | 34                 | 11/11/2024         | 471 000            | 6,4%               |
| 35                 | 35                 | 12/11/2024         | 490 000            | 5,9%               |
| 36                 | 36                 | 13/11/2024         | 603 000            | 6,8%               |
| 37                 | 37                 | 14/11/2024         | 541 000            | 6,5%               |
| 38                 | 38                 | 15/11/2024         | 596 000            | 7,5%               |
| 39                 | 39                 | 18/11/2024         | 488 000            | 6,1%               |
| 40                 | 40                 | 19/11/2024         | 507 000            | 6,5%               |
| 41                 | 41                 | 20/11/2024         | 498 000            | 6,2%               |
| 42                 | 42                 | 21/11/2024         | 575 000            | 7,1%               |
| 43                 | 43                 | 22/11/2024         | 578 000            | 7,3%               |
| 44                 | 44                 | 25/11/2024         | 574 000            | 7,2%               |
| 45                 | 45                 | 26/11/2024         | 548 000            | 7,0%               |
| 46                 | 46                 | 27/11/2024         | 495 000            | 6,4%               |
| 47                 | 47                 | 28/11/2024         | 479 000            | 6,1%               |
| 48                 | 48                 | 02/12/2024         | 535 000            | 6,7%               |
| 49                 | 49                 | 03/12/2024         | 581 000            | 6,9%               |
| 50                 | 50                 | 04/12/2024         | 534 000            | 6,9%               |
| 51                 | 51                 | 05/12/2024         | 521 000            | 7,2%               |
| 52                 | 52                 | 10/12/2024         | 574 000            | 6,8%               |
| 53                 | 53                 | 11/12/2024         | 544 000            | 6,4%               |
| 54                 | 54                 | 12/12/2024         | 526 000            | 6,5%               |
| 55                 | 55                 | 13/12/2024         | 531 000            | 6,6%               |
| 56                 | 56                 | 16/12/2024         | 529 000            | 6,6%               |
| 57                 | 57                 | 17/12/2024         | 575 000            | 7,1%               |
| 58                 | 58                 | 18/12/2024         | 531 000            | 6,0%               |
| 59                 | 59                 | 19/12/2024         | 570 000            | 7,3%               |
| 60                 | 60                 | 20/12/2024         | 616 000            | 7,8%               |
| 61                 | 61                 | 23/12/2024         | 559 000            | 7,1%               |
| 62                 | 62                 | 24/12/2024         | 600 000            | 7,4%               |
| 63                 | 63                 | 26/12/2024         | 569 000            | 6,9%               |
| 64                 | 64                 | 27/12/2024         | 620 000            | 7,3%               |
| 65                 | 65                 | 30/12/2024         | 595 000            | 7,3%               |
| 66                 | 66                 | 31/12/2024         | 632 000            | 7,1%               |
| 67                 | 67                 | 02/01/2025         | 612 000            | 7,3%               |
| 68                 | 68                 | 03/01/2025         | 679 000            | 7,9%               |
| 69                 | 69                 | 07/01/2025         | 719 000            | 8,3%               |
| 70                 | 70                 | 08/01/2025         | 670 000            | 7,8%               |
| 71                 | 71                 | 09/01/2025         | 512 000            | 6,0%               |
| 72                 | 72                 | 10/01/2025         | 641 000            | 7,7%               |
| 73                 | 73                 | 13/01/2025         | 702 000            | 8,5%               |
| 74                 | 74                 | 14/01/2025         | 649 000            | 8,1%               |
| 75                 | 75                 | 15/01/2025         | 646 000            | 8,1%               |
| 76                 | 76                 | 16/01/2025         | 626 000            | 7,7%               |
| 77                 | 77                 | 17/01/2025         | 691 000            | 8,5%               |
| 78                 | 78                 | 20/01/2025         | 752 000            | 8,4%               |
| 79                 | 79                 | 21/01/2025         | 621 000            | 7,1%               |
| 80                 | 80                 | 22/01/2025         | 744 000            | 8,7%               |
| 81                 | 81                 | 23/01/2025         | 691 000            | 8,4%               |
| 82                 | 82                 | 24/01/2025         | 681 000            | 8,3%               |
| 83                 | 83                 | 27/01/2025         | 782 000            | 9,2%               |
| 84                 | 84                 | 28/01/2025         | 659 000            | 8,1%               |
| 85                 | 85                 | 29/01/2025         | 608 000            | 7,2%               |
| 86                 | 86                 | 30/01/2025         | 670 000            | 8,0%               |
| 87                 | 87                 | 31/01/2025         | 627 000            | 7,7%               |
| 88                 | 88                 | 03/02/2025         | 701 000            | 8,8%               |
| 89                 | 89                 | 04/02/2025         | 631 000            | 8,0%               |
| 90                 | 90                 | 05/02/2025         | 580 000            | 7,3%               |
| 91                 | 91                 | 06/02/2025         | 631 000            | 7,9%               |
| 92                 | 92                 | 07/02/2025         | 696 000            | 8,1%               |
| 93                 | 93                 | 10/02/2025         | 695 000            | 8,7%               |
| 94                 | 94                 | 11/02/2025         | 682 000            | 8,4%               |
| 95                 | 95                 | 12/02/2025         | 612 000            | 7,6%               |
| 96                 | 96                 | 13/02/2025         | 622 000            | 8,0%               |
| 97                 | 97                 | 14/02/2025         | 642 000            | 8,5%               |
| 98                 | 98                 | 17/02/2025         | 603 000            | 7,7%               |
| 99                 | 99                 | 18/02/2025         | 614 000            | 8,0%               |
| 100                | 100                | 19/02/2025         | 629 000            | 8,5%               |
| 101                | 101                | 20/02/2025         | 599 000            | 8,1%               |
| 102                | 102                | 21/02/2025         | 614 000            | 7,8%               |
| 103                | 103                | 24/02/2025         | 670 000            | 8,6%               |
| 104                | 104                | 25/02/2025         | 632 000            | 8,0%               |
| 105                | 105                | 26/02/2025         | 589 000            | 8,2%               |
| 106                | 106                | 27/02/2025         | 614 000            | 8,1%               |
| 107                | 107                | 28/02/2025         | 632 000            | 8,1%               |
| 108                | 108                | 03/03/2025         | 740 000            | 8,0%               |
| 109                | 109                | 04/03/2025         | 755 000            | 8,1%               |
| 110                | 110                | 05/03/2025         | 803 000            | 8,6%               |
| 111                | 111                | 06/03/2025         | 769 000            | 8,3%               |
| 112                | 112                | 07/03/2025         | 733 000            | 7,8%               |
| 113                | 113                | 10/03/2025         | 731 000            | 8,3%               |
| 114                | 114                | 11/03/2025         | 764 000            | 8,8%               |
| 115                | 115                | 12/03/2025         | 666 000            | 7,8%               |
| 116                | 116                | 13/03/2025         | 725 000            | 8,3%               |
| 117                | 117                | 14/03/2025         | 756 000            | 8,5%               |
| 118                | 118                | 17/03/2025         | 840 000            | 9,3%               |
| 119                | 119                | 18/03/2025         | 730 000            | 8,3%               |
| 120                | 120                | 19/03/2025         | 736 000            | 8,7%               |
| Total              | Total              | Total              | 597 000            | 7,5%               |

### Segunda temporada (2025)
| Programas emitidos | Programas emitidos | Programas emitidos | Programas emitidos | Programas emitidos |
| N.º (serie)        | N.º (temp.)        | Fecha de emisión   | Audiencia          | Audiencia          |
| N.º (serie)        | N.º (temp.)        | Fecha de emisión   | Espectadores       | Cuota              |
| ------------------ | ------------------ | ------------------ | ------------------ | ------------------ |
| 121                | 1                  | 20/03/2025         | 752 000            | 8,7%               |
| 122                | 2                  | 21/03/2025         | 777 000            | 8,5%               |
| 123                | 3                  | 24/03/2025         | 794 000            | 9,0%               |
| 124                | 4                  | 25/03/2025         | 720 000            | 8,5%               |
| 125                | 5                  | 26/03/2025         | 714 000            | 8,7%               |
| 126                | 6                  | 27/03/2025         | 779 000            | 9,7%               |
| 127                | 7                  | 28/03/2025         | 747 000            | 9,1%               |
| 128                | 8                  | 31/03/2025         | 786 000            | 9,2%               |
| 129                | 9                  | 01/04/2025         | 751 000            | 9,4%               |
| 130                | 10                 | 02/04/2025         | 737 000            | 8,8%               |
| 131                | 11                 | 03/04/2025         | 823 000            | 9,4%               |
| 132                | 12                 | 04/04/2025         | 809 000            | 9,3%               |
| 133                | 13                 | 07/04/2025         | 769 000            | 9,4%               |
| 134                | 14                 | 08/04/2025         | 632 000            | 8,0%               |
| 135                | 15                 | 09/04/2025         | 744 000            | 9,2%               |
| 136                | 16                 | 10/04/2025         | 658 000            | 8,4%               |
| 137                | 17                 | 11/04/2025         | 763 000            | 9,1%               |
| 138                | 18                 | 14/04/2025         | 738 000            | 8,9%               |
| 139                | 19                 | 15/04/2025         | 652 000            | 7,8%               |
| 140                | 20                 | 16/04/2025         | 707 000            | 8,9%               |
| 141                | 21                 | 21/04/2025         | 777 000            | 9,0%               |
| 142                | 22                 | 22/04/2025         | 771 000            | 9,6%               |
| 143                | 23                 | 23/04/2025         | 734 000            | 9,9%               |
| 144                | 24                 | 24/04/2025         | 710 000            | 9,5%               |
| 145                | 25                 | 25/04/2025         | 694 000            | 9,1%               |
| 146                | 26                 | 29/04/2025         | 770 000            | 9,9%               |
| 147                | 27                 | 30/04/2025         | 764 000            | 9,7%               |
| 148                | 28                 | 02/05/2025         | 579 000            | 6,5%               |
| 149                | 29                 | 02/05/2025         | 841 000            | 10,4%              |
| 150                | 30                 | 05/05/2025         | 741 000            | 9,3%               |
| 151                | 31                 | 06/05/2025         | 746 000            | 9,3%               |
| 152                | 32                 | 08/05/2025         | 793 000            | 10,1%              |
| 153                | 33                 | 09/05/2025         | 809 000            | 10,5%              |
| 154                | 34                 | 12/05/2025         | 986 000            | 12,5%              |
| 155                | 35                 | 13/05/2025         | 796 000            | 10,6%              |
| 156                | 36                 | 14/05/2025         | 828 000            | 11,1%              |
| 157                | 37                 | 15/05/2025         | 862 000            | 11,1%              |
| 158                | 38                 | 16/05/2025         | 800 000            | 10,6%              |
| 159                | 39                 | 19/05/2025         | 769 000            | 9,8%               |
| 160                | 40                 | 20/05/2025         | 761 000            | 10,3%              |
| 161                | 41                 | 21/05/2025         | 778 000            | 10,7%              |
| 162                | 42                 | 22/05/2025         | 785 000            | 11,1%              |
| 163                | 43                 | 23/05/2025         | 871 000            | 11,7%              |
| 164                | 44                 | 26/05/2025         | 852 000            | 11,7%              |
| 165                | 45                 | 27/05/2025         | 797 000            | 10,9%              |
| 166                | 46                 | 28/05/2025         | 798 000            | 10,9%              |
| 167                | 47                 | 29/05/2025         | 661 000            | 9,1%               |
| 168                | 48                 | 30/05/2025         | 675 000            | 9,0%               |
| 169                | 49                 | 02/06/2025         | 689 000            | 8,6%               |
| 170                | 50                 | 03/06/2025         | 556 000            | 7,1%               |
| 171                | 51                 | 04/06/2025         | 638 000            | 8,2%               |
| 172                | 52                 | 05/06/2025         | 739 000            | 10,0%              |
| 173                | 53                 | 06/06/2025         | 715 000            | 9,2%               |
| 174                | 54                 | 09/06/2025         | 766 000            | 9,9%               |
| 175                | 55                 | 10/06/2025         | 743 000            | 9,7%               |
| 176                | 56                 | 11/06/2025         | 719 000            | 9,9%               |
| 177                | 57                 | 13/06/2025         | 808 000            | 10,2%              |
| 178                | 58                 | 16/06/2025         | 874 000            | 10,8%              |
| 179                | 59                 | 17/06/2025         | 796 000            | 10,3%              |
| 180                | 60                 | 18/06/2025         | 822 000            | 10,6%              |
| 181                | 61                 | 19/06/2025         | 769 000            | 10,1%              |
| 182                | 62                 | 20/06/2025         | 785 000            | 10,0%              |
| 183                | 63                 | 23/06/2025         | 801 000            | 9,9%               |
| 184                | 64                 | 24/06/2025         | 921 000            | 11,3%              |
| 185                | 65                 | 25/06/2025         | 774 000            | 10,2%              |
| 186                | 66                 | 26/06/2025         | 760 000            | 10,5%              |
| 187                | 67                 | 27/06/2025         | 706 000            | 9,0%               |
| 188                | 68                 | 30/06/2025         | 812 000            | 9,8%               |
| 189                | 69                 | 01/07/2025         | 807 000            | 10,3%              |
| 190                | 70                 | 02/07/2025         | 765 000            | 9,5%               |
| 191                | 71                 | 03/07/2025         | 725 000            | 9,3%               |
| 192                | 72                 | 04/07/2025         | 767 000            | 9,9%               |
| 193                | 73                 | 08/07/2025         | 753 000            | 9,6%               |
| 194                | 74                 | 09/07/2025         | 723 000            | 9,3%               |
| 195                | 75                 | 10/07/2025         | 768 000            | 10,2%              |
| 196                | 76                 | 11/07/2025         | 758 000            | 9,7%               |
| 197                | 77                 | 14/07/2025         | 791 000            | 10,5%              |
| 198                | 78                 | 14/07/2025         | 770 000            | 10,7%              |
| 199                | 79                 | 15/07/2025         | 772 000            | 10,2%              |
| 200                | 80                 | 16/07/2025         | 767 000            | 10,0%              |
| 201                | 81                 | 17/07/2025         | 678 000            | 9,2%               |
| 202                | 82                 | 17/07/2025         | 647 000            | 9,3%               |
| 203                | 83                 | 18/07/2025         | 772 000            | 10,1%              |
| 204                | 84                 | 21/07/2025         | 754 000            | 9,7%               |
| 205                | 85                 | 22/07/2025         | 697 000            | 9,3%               |
| 206                | 86                 | 23/07/2025         | 727 000            | 9,6%               |
| 207                | 87                 | 24/07/2025         | 783 000            | 10,7%              |
| 208                | 88                 | 24/07/2025         | 752 000            | 11,1%              |
| 209                | 89                 | 25/07/2025         | 628 000            | 8,6%               |
| 210                | 90                 | 28/07/2025         | 729 000            | 9,7%               |
| 211                | 91                 | 29/07/2025         | 688 000            | 9,5%               |
| 212                | 92                 | 30/07/2025         | 696 000            | 9,5%               |
| 213                | 93                 | 31/07/2025         | 726 000            | 9,9%               |
| 214                | 94                 | 01/08/2025         | 720 000            | 9,9%               |
| 215                | 95                 | 04/08/2025         | 672 000            | 8,8%               |
| 216                | 96                 | 05/08/2025         | 712 000            | 9,8%               |
| 217                | 97                 | 06/08/2025         | 723 000            | 10,1%              |
| 218                | 98                 | 07/08/2025         | 724 000            | 10,1%              |
| 219                | 99                 | 08/08/2025         | 763 000            | 10,2%              |
| 220                | 100                | 11/08/2025         | 819 000            | 10,7%              |
| 221                | 101                | 12/08/2025         | 743 000            | 9,4%               |
| 222                | 102                | 13/08/2025         | 763 000            | 10,2%              |
| 223                | 103                | 14/08/2025         | 759 000            | 10,5%              |
| 224                | 104                | 18/08/2025         | 822 000            | 10,8%              |
| 225                | 105                | 19/08/2025         | 742 000            | 10,4%              |
| 226                | 106                | 20/08/2025         |                    |                    |
| 227                | 107                | 21/08/2025         |                    |                    |
| 228                | 108                | 22/08/2025         |                    |                    |
| Total              | Total              | Total              | 766 000*           | 9,0%*              |

- La numeración de la segunda temporada tiene un desfase de 8 capítulos. Se empezó a emitir capítulo y cuarto y así se subió en la página web. Tiempo después, se actualizó todo en la web a un capítulo mateniendo el desfase real. La numeración en Netflix y RTVE no coincide y es demostrativo ese desfase.

### Audiencia media por meses
| Año   | Mes        | Audiencia    | Audiencia |
| Año   | Mes        | Espectadores | Cuota     |
| ----- | ---------- | ------------ | --------- |
| 2024  | Septiembre | 542 000      | 7,8%      |
| 2024  | Octubre    | 499 000      | 7,0%      |
| 2024  | Noviembre  | 530 000      | 6,6%      |
| 2024  | Diciembre  | 565 000      | 6,9%      |
| 2025  | Enero      | 666 000      | 8,0%      |
| 2025  | Febrero    | 634 000      | 8,1%      |
| 2025  | Marzo      | 753 000      | 8,6%      |
| 2025  | Abril      | 737 000      | 9,1%      |
| 2025  | Mayo       | 787 000      | 10,3%     |
| 2025  | Junio      | 760 000      | 9,8%      |
| 2025  | Julio      | 738 000      | 9,8%      |
| 2025  | Agosto     | 747 000*     | 10,0%*    |
| Total | -          |              |           |

## Equipo técnico
Creador
- Josep Cister Rubio

Producción ejecutiva RTVE
- Nieves Fernández Blanco

Producción ejecutiva
- Josep Cister Rubio

Producción
- Ramón Campos

Coordinación de Guion
- Ruth García, David Casany y Josep Cister Rubio

Guion
- Miriam García Montero, Quico López Cebrián, Laura Belloso, Santiago Tabuenca, Irene Rodríguez, Francisco Dianes, Juan Vicente Pozuelo, Elisa Lucía y Casandra Balbás

Dirección de la serie
- Miguel Conde

Dirección
- María Almagro, Ozo Perozo, Ruth Caudeli, Verónica Sáenz y Ángel Jaquem

Dirección de Producción
- Gorka León

Coordinadora de Dirección
- Maya Malonda Monreal

Casting
- Eva Leira y Yolanda Serano

Música original
- Álex Conrado

Dirección de Fotografía
- Gustavo Gala, Fernando López Coloma y Daniel Salmones

Dirección de Arte
- Marcelo Pacheco

Decoración
- Noé Cabañas

Montaje
- Víctor E.D. Somoza, Samuel del Moral, Adoración G. Elipe

Vestuario
- Carlos Calvo de Mora y Tania Álvarez

Maquillaje y Peluquería
- Paula Cruz y Natalia Sesé

## Premios
- Premio a la Mejor Serie de Emisión Diaria 2024 en la 23ª edición del Festival Internacional de Cine de Almería (FICAL). [16]